# تشارلس شيروود ستراتون
تشارلس شيروود ستراتون (بالإنجليزية: General Tom Thumb)‏ الاسم الحقيقي لعقلة الصباع ولد 1838, قزم أمريكي ومهرج, . بدأ عمله 1842 مع ب. ت. بارنوم, الذي أطلق عليه اسم (عقلة الصباع), واتفق مع والديه على عرضه على الجماهير. كان طوله حوالي 60 سم ولم يتجاوز طوله 82 سم إطلاقا. كان يظهر دائما في الاستعراضات مع زوجته (قزمة أيضا), وظل محبوبا حتى تقاعده 1882وتوفي عام 1883 .

## روابط خارجية
- تشارلس شيروود ستراتون على موقع الموسوعة البريطانية (الإنجليزية)